# شمال غربي واشنطن العاصمة

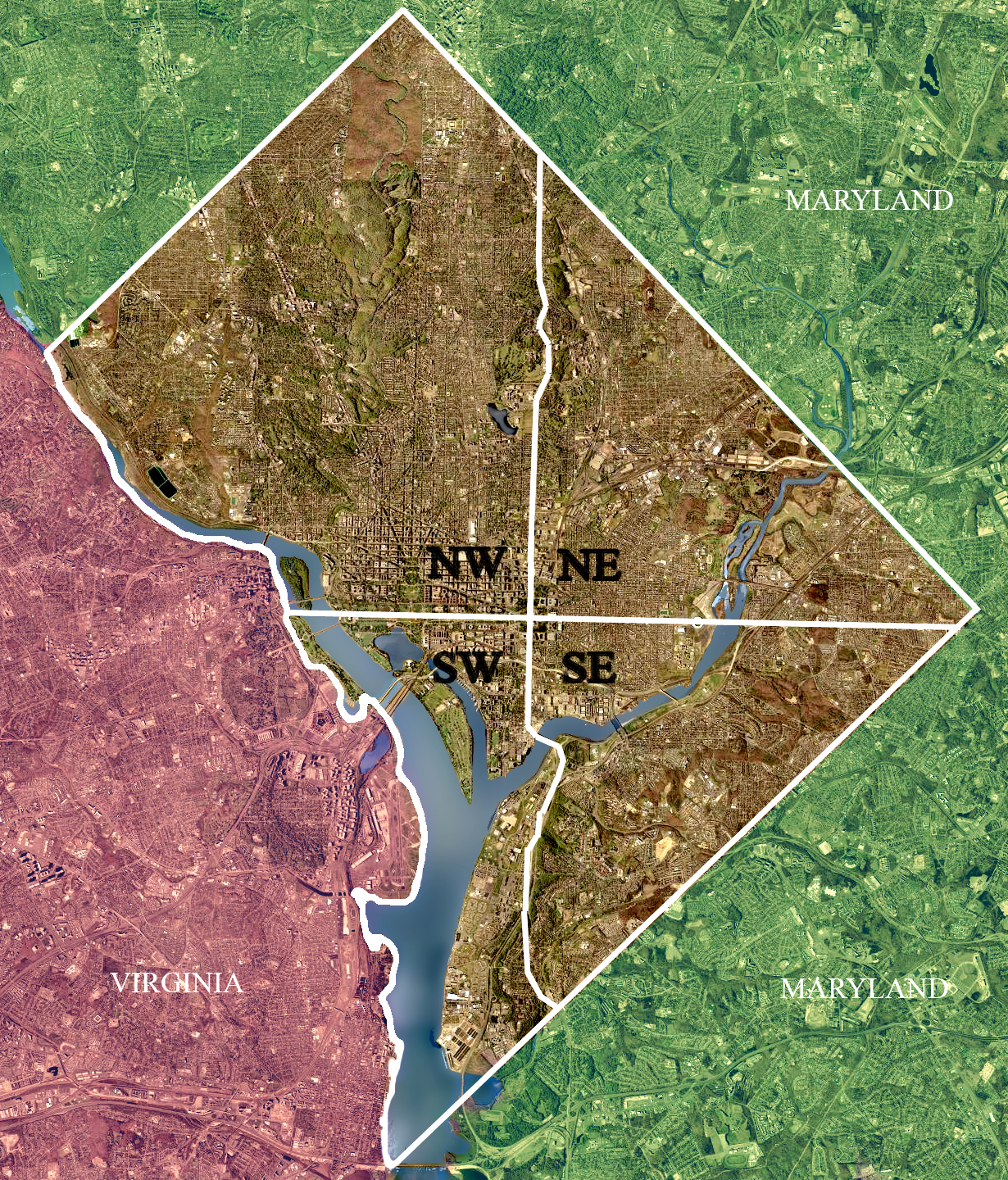
شمال غربي واشنطن العاصمة.

شمال غربي واشنطن العاصمة (بالإنجليزية:Northwest, Washington, D.C.) هو الربع الشمالي الغربي من واشنطن العاصمة ، عاصمة الولايات المتحدة ، ويقع شمال ناشونال مول وغرب شارع نورث كابيتول.
1. 1 2 3  GeoNames (بالإنجليزية), 2005, QID:Q830106
2. ↑  Library of Congress Linked Data Service (بالإنجليزية), Library of Congress, LCCN:lcwaN0018834, QID:Q17109002 {{استشهاد}}: تأكد من صحة قيمة |lccn= (help)
3. ↑  GeoNames | Northwest Quadrant (بالإنجليزية), 2005, QID:Q830106